# パウロ・チアゴ
パウロ・チアゴ（Paulo Thiago、1981年1月25日 - ）は、ブラジルの男性総合格闘家。ブラジリア出身。X-GYM所属。現職の警察官でもある（ブラジル警察特殊部隊に所属）。

## 来歴
兄の影響で5歳から柔道を始める。ブラジリアン柔術ではアタイジ・ジュニオールから黒帯を授与された。
2006年10月13日、ゴイアス州プラナウチーナで行われたGrand Prix Planaltinaのワンデートーナメントに出場、全試合一本勝ちで優勝を果たした。

### UFC
2009年2月21日、UFC初参戦となったUFC 95でジョシュ・コスチェックと対戦。右アッパーからの左フックでダウンを奪い、TKO勝ちによりノックアウト・オブ・ザ・ナイトを受賞した。7月11日のUFC 100では、ジョン・フィッチを相手に判定で敗れ、総合格闘技で初黒星を喫した。
2010年2月6日、UFC 109でマイク・スウィックと対戦し、右フックでダウンを奪い最後はダースチョークで絞め落とし一本勝ち。サブミッション・オブ・ザ・ナイトを受賞した。
2010年6月12日、UFC 115でマルティン・カンプマンと対戦し、0-3の判定負けを喫した。
2010年10月23日、UFC 121でディエゴ・サンチェスと対戦し、0-3の判定負け。UFC2連敗となったものの、ファイト・オブ・ザ・ナイトを受賞した。
2014年、3連敗でUFCからリリースされた。

## 戦績
| 総合格闘技 戦績 | 総合格闘技 戦績 | 総合格闘技 戦績 | 総合格闘技 戦績 | 総合格闘技 戦績 | 総合格闘技 戦績 | 総合格闘技 戦績 |
| --------------- | --------------- | --------------- | --------------- | --------------- | --------------- | --------------- |
| 26 試合         | (T)KO           | 一本            | 判定            | その他          | 引き分け        | 無効試合        |
| 17 勝           | 2               | 9               | 6               | 0               | 0               | 0               |
| 9 敗            | 2               | 0               | 7               | 0               | 0               | 0               |

| 勝敗 | 対戦相手                           | 試合結果                          | 大会名                                                                 | 開催年月日     |
| ○    | シェイク・コネ                     | 3R 4:16 リアネイキドチョーク      | Fight 2 Night                                                          | 2016年11月4日  |
| ○    | パウリステニオ・ホシャ             | 5分3R終了 判定3-0                 | The Warriors Combat 3 【TWCウェルター級暫定王座決定戦】                | 2016年8月13日  |
| ×    | マルクス・ペレス・エシェイムベルグ | 5分5R終了 判定0-3                 | Thunder Fight 7: Maluko vs. Thiago 【Thunder Fightミドル級王座決定戦】 | 2016年6月25日  |
| ×    | ショーン・スペンサー               | 5分3R終了 判定0-3                 | UFC Fight Night: Bigfoot vs. Arlovski                                  | 2014年9月13日  |
| ×    | ガサン・ウマラトフ                 | 5分3R終了 判定0-3                 | UFC Fight Night: Miocic vs. Maldonado                                  | 2014年5月31日  |
| ×    | ブランドン・ザッチ                 | 1R 2:10 KO（ボディへの膝蹴り）    | UFC Fight Night: Belfort vs. Henderson                                 | 2013年11月9日  |
| ○    | ミチェル・プラゼレス               | 5分3R終了 判定3-0                 | UFC on FX 8: Belfort vs. Rockhold                                      | 2013年5月18日  |
| ×    | キム・ドンヒョン                   | 5分3R終了 判定0-3                 | UFC on Fuel TV 6: Franklin vs. Le                                      | 2012年11月10日 |
| ×    | シアー・バハドゥルザダ             | 1R 0:42 KO（右フック）            | UFC on Fuel TV 2: Gustafsson vs. Silva                                 | 2012年4月14日  |
| ○    | デビッド・ミッチェル               | 5分3R終了 判定3-0                 | UFC 134: Silva vs. Okami                                               | 2011年8月27日  |
| ×    | ディエゴ・サンチェス               | 5分3R終了 判定0-3                 | UFC 121: Lesnar vs. Velasquez                                          | 2010年10月23日 |
| ×    | マルティン・カンプマン             | 5分3R終了 判定0-3                 | UFC 115: Liddell vs. Franklin                                          | 2010年6月12日  |
| ○    | マイク・スウィック                 | 2R 1:54 ダースチョーク            | UFC 109: Relentless                                                    | 2010年2月6日   |
| ○    | ジェイコブ・ヴォルクマン           | 5分3R終了 判定3-0                 | UFC 106: Ortiz vs. Griffin 2                                           | 2009年11月21日 |
| ×    | ジョン・フィッチ                   | 5分3R終了 判定0-3                 | UFC 100                                                                | 2009年7月11日  |
| ○    | ジョシュ・コスチェック             | 1R 3:29 TKO（スタンドパンチ連打） | UFC 95: Sanchez vs. Stevenson                                          | 2009年2月21日  |
| ○    | ルイス・デュトラ・ジュニオール     | 1R 0:40 TKO（膝の負傷）           | Jungle Fight 11                                                        | 2008年9月13日  |
| ○    | フェリード・ケデル                 | 5分3R終了 判定3-0                 | Jungle Fight 10                                                        | 2008年7月12日  |
| ○    | パウロ・カヴェラ                   | 1R 肩固め                         | Jungle Fight 9: Warriors                                               | 2008年5月31日  |
| ○    | レオナルド・ペカーニャ             | 5分3R終了 判定3-0                 | Jungle Fight 8                                                         | 2008年4月6日   |
| ○    | フェルナンド・ベッテーガ           | 1R 2:02 肩固め                    | Capital Fight 1                                                        | 2007年12月14日 |
| ○    | フランク・カレッリ                 | 2R 0:37 チョークスリーパー        | Conquista Fight 3                                                      | 2007年5月12日  |
| ○    | イゴール・パコト                   | 1R 1:06 アナコンダチョーク        | Grand Prix Planaltina 【決勝】                                         | 2006年10月13日 |
| ○    | ディオゴ・アウメイダ               | 3R 1:21 フロントチョーク          | Grand Prix Planaltina 【準決勝】                                       | 2006年10月13日 |
| ○    | マルコーニ・ベゼハ                 | 3R 1:31 肩固め                    | Grand Prix Planaltina 【1回戦】                                        | 2006年10月13日 |
| ○    | ヒカルド・ペトルシオ               | 3R 1:36 三角絞め                  | Storm Samurai 8                                                        | 2005年7月2日   |

## 獲得タイトル
- Grand Prix Planaltina 優勝（2006年）
- TWCウェルター級暫定王座（2016年）

## 表彰
- ブラジリアン柔術 黒帯
- 柔道 黒帯
- UFC ファイト・オブ・ザ・ナイト（1回）
- UFC ノックアウト・オブ・ザ・ナイト（1回）
- UFC サブミッション・オブ・ザ・ナイト（1回）